# Cecilia Chiovini
Cecilia Chiovini, coniugata Facchi (Verbania, 24 dicembre 1938), è una politica italiana.
È stata deputata alla Camera per tre legislature, dal 1972 al 1983.